# Corylopsis henryi
Corylopsis henryi är en trollhasselart som beskrevs av William Botting Hemsley. Corylopsis henryi ingår i släktet Corylopsis och familjen trollhasselfamiljen. Inga underarter finns listade i Catalogue of Life.